# Parròquia de Nereta
La Parròquia de Nereta (en letó: Neretas pagasts) és una unitat administrativa del municipi de Nereta, al sud de Letònia. Abans de la reforma territorial administrativa de l'any 2009 pertanyia al raion d'Aizkraukle.

## Pobles, viles i assentaments
- Nereta
- Neretaslauki
- Svajāni

## Hidrografia

### Rius
- Dienvidsusēja
  - Dūņupe
  - Salāte
- Neretiņa

### Llacs
- Llac Štulva